# تماثيل فوق المسنم

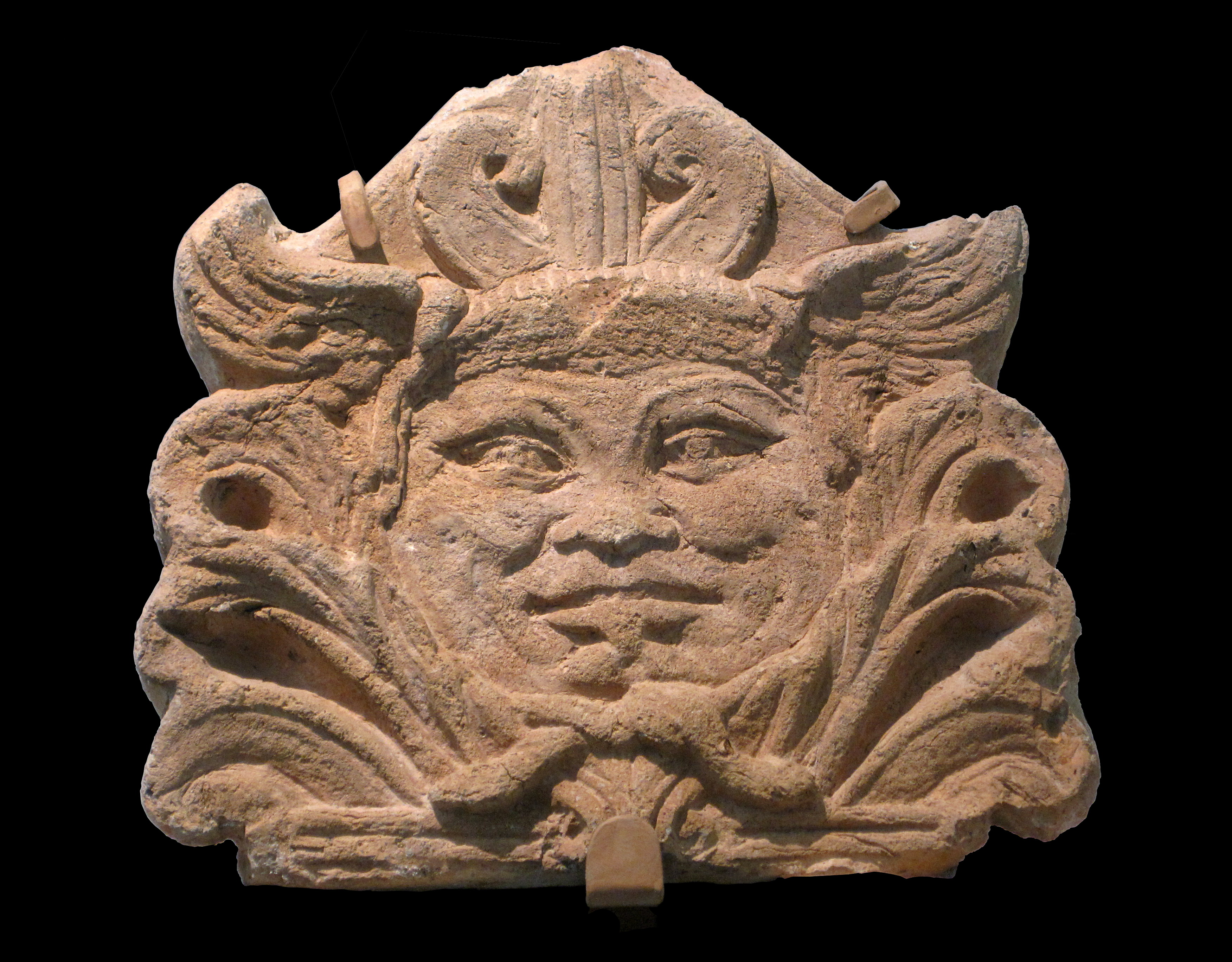
.

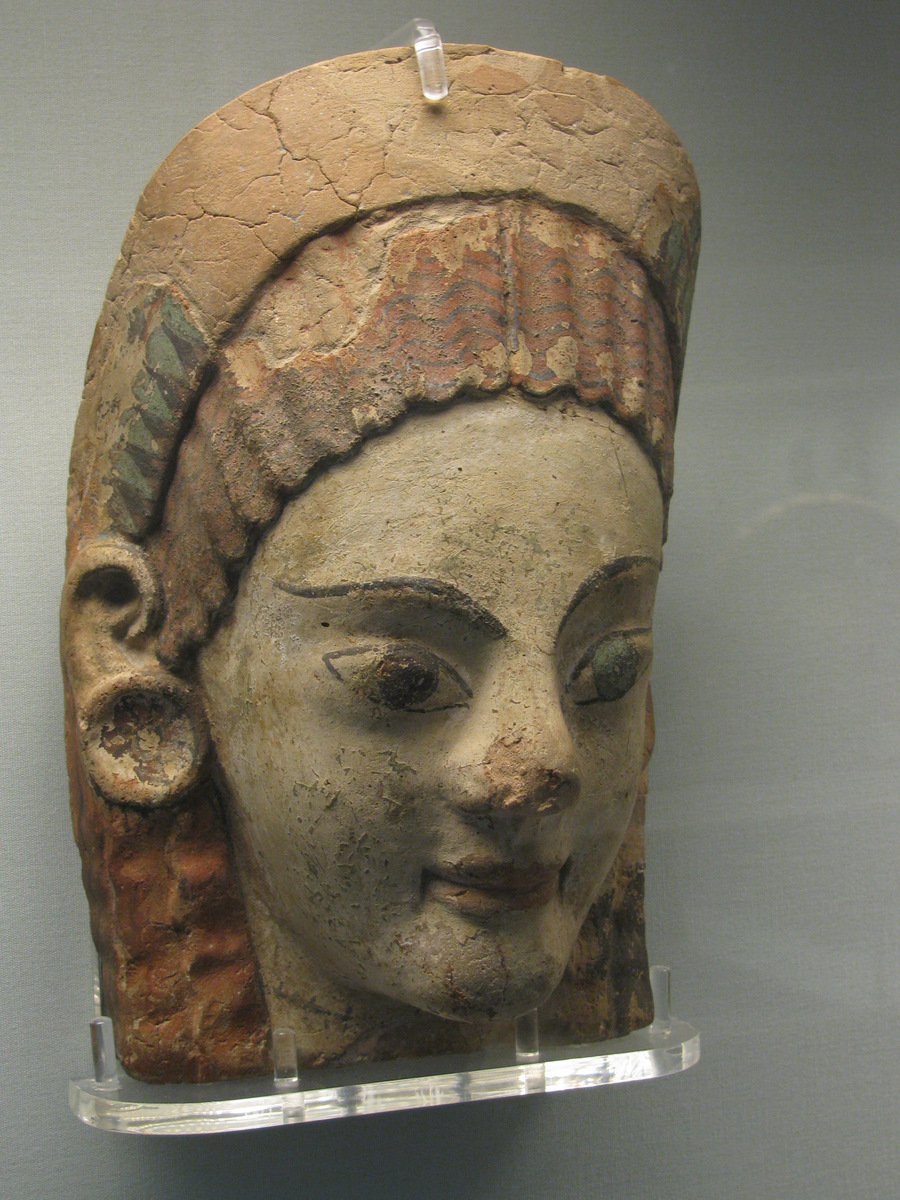
.

التماثيل فوق المسنم (بالإنجليزية: Antefix)‏، شكول منحوتة في هيئة الإنسان والحيوان لتتزين أسقف المباني عامة أو المسنم (الجملون) في الطراز الدوري وموقع هذه الشكول على أطراف المسنم الثلاثة.